# Christel Lau
Christel Lau (* 3. Mai 1944 in Marienburg, Westpreußen) ist eine ehemalige deutsche Hockeynationalspielerin.

## Karriere
Christel Lau wuchs in Hildesheim auf und war zunächst in der Leichtathletik aktiv, zum Hockey wechselte sie erst im Alter von 25 Jahren. Mit ihrem Verein Eintracht Braunschweig gewann die Torhüterin in der Folgezeit sechs deutsche Meisterschaften im Feld- und zwei Meistertitel im Hallenhockey.
Für die deutsche Nationalmannschaft bestritt Lau zwischen 1970 und 1977 insgesamt 24 Länderspiele (davon 14 auf dem Feld und 10 in der Halle). 1976 wurde sie mit der DHB-Auswahl Weltmeisterin im Feldhockey, 1974 WM-Dritte. Außerdem gewann sie mit der Nationalmannschaft 1975 und 1977 die Hallenhockey-Europameisterschaft.
1974 wurde Christel Lau das Silberne Lorbeerblatt verliehen.